# The Fletcher Memorial Home
The Fletcher Memorial Home е песен на Роджър Уотърс, изпълнена от „Пинк Флойд“ и включена като осма песен в студийния албум The Final Cut, издаден от „Пинк Флойд“ през 1983 г. Песента е част и от компилациите на „Пинк Флойд“ Echoes: The Best of Pink Floyd и The Best of Pink Floyd: A Foot in the Door.
Песента се отнася за разочарованието на Роджър Уотърс от лидерството на света след Втората световна война, като се споменават поименно много световни лидери (Роналд Рейгън, Александър Хейг, Менахем Бегин, Маргарет Тачър, Иън Пейсли, Леонид Брежнев, Джоузеф Маккарти и Ричард Никсън), предлагайки „тези колониални разхищители на живот и крайници“ да бъдат отделени в специално основан дом за пенсионери. Той определя всички световни лидери като „обрасли бебета“ и „нелечими тирани“ и предполага, че не са в състояние да разберат нищо друго освен насилието или собствените си лица на телевизионния екран.
В заключителните си редове разказвачът на песента събира всички „тирани“ вътре в Мемориалния дом на Флетчър и си представя как прилага „Окончателното решение“ за тях. Флетчър в името на песента е в чест и памет на бащата на Роджър Уотърс, Ерик Флетчър Уотърс, който е убит по време на Втората световна война в Анцио.

## Музиканти
- Роджър Уотърс - вокали, бас китара
- Дейвид Гилмор - китара
- Ник Мейсън - барабани

с:
- Националният филхармоничен оркестър с диригент и аранжимент Майкъл Кеймън
- Майкъл Кеймън - пиано